# Espanya als Jocs Olímpics d'estiu de 1968
Espanya va estar representada als Jocs Olímpics d'Estiu de 1968 celebrats a Ciutat de Mèxic, Mèxic, per 122 esportistes (120 homes i 2 dones) que competiren en 12 esports. El portador de la bandera a la cerimònia d'obertura fou Gonzalo Fernández, que era regatista.

## Esports
| Esport             | Homes | Dones | Total |
| ------------------ | ----- | ----- | ----- |
| Atletisme          | 5     | 0     | 5     |
| Bàsquet            | 12    | 0     | 12    |
| Boxa               | 6     | 0     | 6     |
| Ciclisme           | 7     | 0     | 7     |
| Futbol             | 19    | 0     | 19    |
| Hoquei sobre herba | 17    | 0     | 17    |
| Natació            | 11    | 2     | 13    |
| Piragüisme         | 5     | 0     | 5     |
| Rem                | 3     | 0     | 3     |
| Tir                | 12    | 0     | 12    |
| Vela               | 8     | 0     | 8     |
| Waterpolo          | 11    | 0     | 11    |
| Total              | 116   | 2     | 118   |

## Atletisme
Vegeu Atletisme als Jocs Olímpics d'estiu de 1968

### Masculí
Pista i ruta
| Esportista            | Esdeveniment      | Eliminatòria  | Eliminatòria  | Quarts de final  | Quarts de final  | Semifinals       | Semifinals       | Final            | Final            |
| Esportista            | Esdeveniment      | Resultat      | Posició       | Resultat         | Posició          | Resultat         | Posició          | Resultat         | Posició          |
| --------------------- | ----------------- | ------------- | ------------- | ---------------- | ---------------- | ---------------- | ---------------- | ---------------- | ---------------- |
| Javier Álvarez        | 3.000 m obstacles | 9:03.74       | 2 Q           |                  |                  |                  |                  | 9:24.51          | 11               |
| Jorge González        | 1.500 m           | 3:50.49       | 7             |                  |                  | No es classificà | No es classificà | No es classificà | No es classificà |
| Mariano Haro Cisneros | 3.000 m obstacles | Desqualificat | Desqualificat |                  |                  |                  |                  | No es classificà | No es classificà |
| Ramón Magariños       | 400 m             | 46.92         | 5             | No es classificà | No es classificà | No es classificà | No es classificà | No es classificà | No es classificà |
| José Luis Sánchez     | 100 m             | 10.69         | 7             | No es classificà | No es classificà | No es classificà | No es classificà | No es classificà | No es classificà |

## Bàsquet
Vegeu Bàsquet als Jocs Olímpics d'estiu de 1968

### Masculí
Jugadors
| - Lorenzo Alocén - Francesc Buscató - Jesús Codina - Clifford Luyk - Enric Margall - Alfonso Martínez |  | - Juan Antonio Martínez - Antonio Nava - Vicente Ramos - Emiliano Rodríguez - Gonzalo Sagi-Vela - Luis Carlos Santiago |

Entrenador: Antonio Díaz-Miguel
Fase de grups − Grup A
| Equip        | J | G | P | PF  | PC  | Dif  | Punts |
| ------------ | - | - | - | --- | --- | ---- | ----- |
| Estats Units | 7 | 7 | 0 | 599 | 392 | +207 | 14    |
| Iugoslàvia   | 7 | 6 | 1 | 592 | 511 | +81  | 13    |
| Itàlia       | 7 | 5 | 2 | 562 | 539 | +23  | 12    |
| Espanya      | 7 | 4 | 3 | 557 | 548 | +9   | 11    |
| Puerto Rico  | 7 | 3 | 4 | 493 | 468 | +25  | 10    |
| Panamà       | 7 | 2 | 5 | 572 | 624 | −52  | 9     |
| Filipines    | 7 | 1 | 6 | 525 | 636 | −111 | 8     |
| Senegal      | 7 | 0 | 7 | 383 | 565 | −182 | 7     |

Resultats
| Ronda                | Data  | Hora | Partit       | Partit   | Partit      |
| -------------------- | ----- | ---- | ------------ | -------- | ----------- |
| Ronda preliminar − 1 | 13/10 |      | Estats Units | 81 − 46  | Espanya     |
| Ronda preliminar − 2 | 14/10 |      | Espanya      | 108 − 79 | Filipines   |
| Ronda preliminar − 3 | 15/10 |      | Espanya      | 88 − 82  | Panamà      |
| Ronda preliminar − 4 | 16/10 |      | Espanya      | 86 − 62  | Puerto Rico |
| Ronda preliminar − 5 | 18/10 |      | Senegal      | 54 − 64  | Espanya     |
| Ronda preliminar − 6 | 19/10 |      | Iugoslàvia   | 92 − 79  | Espanya     |
| Ronda preliminar − 7 | 20/10 |      | Itàlia       | 98 − 86  | Espanya     |
| Cinquè/Vuitè         | 22/10 |      | Mèxic        | 73 − 72  | Espanya     |
| Setè/Vuitè           | 25/10 |      | Itàlia       | 72 − 88  | Espanya     |

## Boxa
Vegeu Boxa als Jocs Olímpics d'estiu de 1968
| Esportista     | Esdeveniment     | 1a ronda                 | 2a ronda                 | 3a ronda                  | Quarts de final  | Semifinals       | Final/FC         | Final/FC         |                  |
| -------------- | ---------------- | ------------------------ | ------------------------ | ------------------------- | ---------------- | ---------------- | ---------------- | ---------------- | ---------------- |
| Marcos Chinea  | −60 kg masculí   | D. Jonathan (NGR) D 0:5  | No es classificà         | No es classificà          | No es classificà | No es classificà | No es classificà | No es classificà |                  |
| José Durán     | −67 kg masculí   | –                        | K-i. Park (KOR) V 3:2    | V. Musalimov (URSS) D 0:5 | No es classificà | No es classificà | No es classificà | No es classificà |                  |
| Moisés Fajardo | −71 kg masculí   | B. Lagutin (URSS) D KO-2 | No es classificà         |                           | No es classificà | No es classificà | No es classificà | No es classificà | No es classificà |
| Andrés Martín  | −57 kg masculí   | S. Tatar (TUR) D 0:5     | No es classificà         |                           | No es classificà | No es classificà | No es classificà | No es classificà | No es classificà |
| Mariano Pérez  | −63,5 kg masculí | –                        | A. Odhiambo (UGA) D RSC  | No es classificà          | No es classificà | No es classificà | No es classificà | No es classificà |                  |
| Ramiro Suárez  | −54 kg masculí   | –                        | E. Mukwanga (UGA) D KO-2 | No es classificà          | No es classificà | No es classificà | No es classificà | No es classificà |                  |

## Ciclisme
Vegeu Ciclisme als Jocs Olímpics d'Estiu de 1968

### Ciclisme en pista
Persecució
| Esportista   | Esdeveniment          | Eliminatòria | Eliminatòria | Quarts de final  | Quarts de final  | Semifinals       | Semifinals       | Final            | Final            |
| Esportista   | Esdeveniment          | Temps        | Posició      | Temps            | Posició          | Temps            | Posició          | Temps            | Posició          |
| ------------ | --------------------- | ------------ | ------------ | ---------------- | ---------------- | ---------------- | ---------------- | ---------------- | ---------------- |
| Daniel Yuste | Persecució individual | 4:50.36      | 13           | No es classificà | No es classificà | No es classificà | No es classificà | No es classificà | No es classificà |

### Ciclisme en ruta
| José Gómez                                           | Ruta masculina            | 4:44:13    | 16       |          |          |          |          |
| Miguel Lasa                                          | Ruta masculina            | 4:51:05    | 42       |          |          |          |          |
| Agustín Tamames                                      | Ruta masculina            | 4:17:09    | No acabà | No acabà | No acabà | No acabà | No acabà |
| Luis Zubero                                          | Ruta masculina            | 4:46:34    | 28       |          |          |          |          |
| Nemesio Jiménez José Gómez José González Miguel Lasa | Contrarellotge per equips | 2:16:38.90 | 12       |          |          |          |          |

## Futbol
Vegeu Futbol als Jocs Olímpics d'estiu de 1968

### Masculí
Equip
| - Ramón Alfonseda - Juan Manuel Asensi - Tigre Barrios - Goyo Benito - Chufi - Javier Ciáurriz - Crispi - Francisco Espíldora - José Luis Garzón - Toni Grande |  | - José María Igartua - Rafael Jaén - Juan - Andrés Mendieta - Miguel Ángel Ochoa - Gerardo Ortega - Fernando Ortuño - Isidro Sala - Pedro Valentín |

Entrenador: José Santamaría
Fase de grups − Grup B
| Equip   | J | G | E | P | GF | GC | Dif | Punts |
| ------- | - | - | - | - | -- | -- | --- | ----- |
| Espanya | 3 | 2 | 1 | 0 | 4  | 0  | +4  | 5     |
| Japó    | 3 | 1 | 2 | 0 | 4  | 2  | +2  | 4     |
| Brasil  | 3 | 0 | 2 | 1 | 4  | 5  | −1  | 2     |
| Nigèria | 3 | 0 | 1 | 2 | 4  | 9  | −5  | 1     |

Resultats
| Ronda                | Data  | Hora  | Partit  | Partit | Partit  |
| -------------------- | ----- | ----- | ------- | ------ | ------- |
| Ronda preliminar − 1 | 14/10 | 12:00 | Espanya | 1 − 0  | Brasil  |
| Ronda preliminar − 2 | 16/10 | 12:00 | Espanya | 3 − 0  | Nigèria |
| Ronda preliminar − 3 | 18/10 | 12:00 | Espanya | 0 − 0  | Japó    |
| Quarts de final      | 20/10 | 12:00 | Mèxic   | 2 − 0  | Espanya |

## Hoquei sobre herba
Vegeu Hoquei sobre herba als Jocs Olímpics d'estiu de 1968

### Masculí
Equip
| - Juan José Alvear - Francesc Amat - Joan Amat - Pere Amat - Rafael Camiña - Josep Colomer - Carlos del Coso - Josep Antoni Dinarés - Francesc Fàbregas |  | - Jordi Fàbregas - Agustín Masana - Antoni Nogués - Joan Quintana - Josep Sallés - Julio Solaun - Narcís Ventalló - Jordi Vidal |

Entrenador:
Fase de grups − Grup A
| Equip        | J | G | E | P | GF | GC | Dif | Punts |
| ------------ | - | - | - | - | -- | -- | --- | ----- |
| Índia        | 7 | 6 | 0 | 1 | 20 | 4  | +16 | 12    |
| RFA          | 7 | 5 | 1 | 1 | 15 | 5  | +10 | 11    |
| Nova Zelanda | 7 | 3 | 4 | 0 | 8  | 4  | +4  | 10    |
| Espanya      | 7 | 2 | 3 | 2 | 7  | 5  | +2  | 7     |
| Bèlgica      | 7 | 3 | 1 | 3 | 14 | 9  | +5  | 7     |
| RDA          | 7 | 2 | 2 | 3 | 7  | 10 | −3  | 6     |
| Japó         | 7 | 1 | 1 | 5 | 4  | 14 | −10 | 3     |
| Mèxic        | 7 | 0 | 0 | 7 | 2  | 26 | −24 | 0     |

Resultats
| Ronda                | Data  | Hora | Partit        | Partit | Partit  |
| -------------------- | ----- | ---- | ------------- | ------ | ------- |
| Ronda preliminar − 1 | 13/10 |      | Espanya       | 1 − 1  | RDA     |
| Ronda preliminar − 2 | 14/10 |      | Espanya       | 0 − 0  | Japó    |
| Ronda preliminar − 3 | 15/10 |      | Espanya       | 2 − 0  | Bèlgica |
| Ronda preliminar − 4 | 17/10 |      | Índia         | 1 − 0  | Espanya |
| Ronda preliminar − 5 | 18/10 |      | Espanya       | 3 − 0  | Mèxic   |
| Ronda preliminar − 6 | 20/10 |      | RFA           | 2 − 0  | Espanya |
| Ronda preliminar − 7 | 21/10 |      | Nova Zelanda  | 1 − 1  | Espanya |
| Cinquè/Vuitè         | 23/10 |      | Kenya         | 1 − 2  | Espanya |
| Cinquè/Sisè          | 25/10 |      | Països Baixos | 1 − 0  | Espanya |

## Natació
Vegeu Natació als Jocs Olímpics d'estiu de 1968
Masculí
| Esportista                                                         | Esdeveniment    | Sèrie   | Sèrie   | Semifinal        | Semifinal        | Final               | Final               |
| Esportista                                                         | Esdeveniment    | Temps   | Posició | Temps            | Posició          | Temps               | Posició             |
| ------------------------------------------------------------------ | --------------- | ------- | ------- | ---------------- | ---------------- | ------------------- | ------------------- |
| Jesús Cabrera                                                      | 100 m esquena   | 1:04.8  | 5       | No es classificà | No es classificà | No es classificà    | No es classificà    |
| José Antonio Chicoy                                                | 100 m lliures   | 54.90   | 2 Q     | 54.90            | 5                | No es classificà    | No es classificà    |
| Antoni Corell                                                      | 1500 m lliures  | 18:12.7 | 4       |                  |                  | No es classificà    | No es classificà    |
| Josep Duran                                                        | 100 m braça     | 1:12.3  | 4       |                  |                  | No es classificà    | No es classificà    |
| Josep Duran                                                        | 200 m braça     | 2:40.3  | 4       |                  |                  | 2:12.9              | 5                   |
| Santiago Esteva                                                    | 100 m esquena   | 1:03.00 | 2 Q     | 1:02.40          | 7                | No es classificà    | No es classificà    |
| Santiago Esteva                                                    | 200 m esquena   | 2:15.80 | 2 Q     |                  |                  | 2:12.9              | 5                   |
| Joan Fortuny                                                       | 200 m estils    | 2:20.6  | 3       |                  |                  | No es classificà    | No es classificà    |
| Arturo Lang-Lenton                                                 | 100 m papallona | 1:00.7  | 3       |                  |                  | No es classificà    | No es classificà    |
| Jaume Monzó                                                        | 200 m esquena   | 2:20.10 | 3       |                  |                  | No es classificà    | No es classificà    |
| Miquel Torres                                                      | 400 m estils    | 5:12.7  | 6       |                  |                  | No es classificà    | No es classificà    |
| José Antonio Chicoy Joan Fortuny Juan Martínez Diego Martel        | 4x100 m lliures | 3:42.7  | 5       |                  |                  | No es classificaren | No es classificaren |
| Joan Fortuny Santiago Esteva José Antonio Chicoy Juan Martínez     | 4x200 m lliures | 8:23.6  | 4       |                  |                  | No es classificaren | No es classificaren |
| Santiago Esteva Josep Duran Arturo Lang-Lenton José Antonio Chicoy | 4x100 m estils  | 4:06.8  | 2 Q     |                  |                  | 4:07.3              | 8                   |

Femení
| Esportista        | Esdeveniment  | Sèrie  | Sèrie   | Semifinal | Semifinal | Final            | Final            |
| Esportista        | Esdeveniment  | Temps  | Posició | Temps     | Posició   | Temps            | Posició          |
| ----------------- | ------------- | ------ | ------- | --------- | --------- | ---------------- | ---------------- |
| Pilar von Carsten | 200 m estils  | 2:41.7 | 5       |           |           | No es classificà | No es classificà |
| Maria Corominas   | 100 m esquena | 1:10.7 | 3 Q     | 1:11.0    | 7         | No es classificà | No es classificà |
| Maria Corominas   | 200 m esquena | 2:34.5 | 1 Q     |           |           | 2:33.9           | 7                |

## Piragüisme
Vegeu Piragüisme als Jocs Olímpics d'estiu de 1968
| Esportista                                            | Esdeveniment        | Sèrie   | Sèrie   | Repesca | Repesca | Semifinal           | Semifinal           | Final               | Final               |
| Esportista                                            | Esdeveniment        | Temps   | Posició | Temps   | Posició | Temps               | Posició             | Temps               | Posició             |
| ----------------------------------------------------- | ------------------- | ------- | ------- | ------- | ------- | ------------------- | ------------------- | ------------------- | ------------------- |
| José María Colon                                      | K1 1000 m masculins | 4:16.5  | 5 QR    | 4:16.6  | 1 QS    | 4:13.17             | 5                   | No es classificà    | No es classificà    |
| José Perurena Ángel Villar Gerardo López Pedro Cuesta | K4 1000 m masculins | 3:40.40 | 7 QR    | 3:30.93 | 4       | No es classificaren | No es classificaren | No es classificaren | No es classificaren |

## Rem
Vegeu Rem als Jocs Olímpics d'estiu de 1968
| Esportista                                  | Esdeveniment    | Quarts de final | Quarts de final | Repesca | Repesca | Semifinal           | Semifinal           | Final               | Final               |
| Esportista                                  | Esdeveniment    | Temps           | Posició         | Temps   | Posició | Temps               | Posició             | Temps               | Posició             |
| ------------------------------------------- | --------------- | --------------- | --------------- | ------- | ------- | ------------------- | ------------------- | ------------------- | ------------------- |
| Ángel Urrutia Miguel Solano Filiberto Marco | Dos amb timoner | 8:33.45         | 3 R             | 8:24.17 | 6       | No es classificaren | No es classificaren | No es classificaren | No es classificaren |

## Tir
Vegeu Tir als Jocs Olímpics d'estiu de 1968
| Esportista         | Esdeveniment           | Final | Final   |
| Esportista         | Esdeveniment           | Punts | Posició |
| ------------------ | ---------------------- | ----- | ------- |
| José Álava         | Pistola ràpida 25 m    | 570   | 45      |
| José Amedo         | Pistola lliure 50 m    | 542   | 33      |
| Jaume Bladas       | Fossa                  | 194   | 9       |
| José Luis Calvo    | Rifle estesa 50 m      | 590   | 37      |
| Luis del Cerro     | Rifle 3 posicions 50 m | 1123  | 42      |
| Josep Cusí         | Fossa                  | 192   | 14      |
| Juan García        | Pistola lliure 50 m    | 534   | 41      |
| Jaime González     | Pistola ràpida 25 m    | 579   | 31      |
| Miguel Marina      | Skeet                  | 191   | 12      |
| José Luis Martínez | Skeet                  | 183   | 36      |
| Josep Maria Pigrau | Rifle 3 posicions 50 m | 1117  | 46      |
| José del Villar    | Rifle estesa 50 m      | 577   | 82      |

## Vela
Vegeu Vela als Jocs Olímpics d'estiu de 1968
| Esportista                                   | Esdeveniment    | Curses | Curses | Curses | Curses | Curses | Curses | Curses | Total punts | Punts nets | Posició |
| Esportista                                   | Esdeveniment    | 1      | 2      | 3      | 4      | 5      | 6      | 7      | Total punts | Punts nets | Posició |
| -------------------------------------------- | --------------- | ------ | ------ | ------ | ------ | ------ | ------ | ------ | ----------- | ---------- | ------- |
| Juan Ignacio Sirvent                         | Finn            | 29,0   | 42,0   | 42,0   | 22,0   | 28,0   | 35,0   | 19,0   | 217,0       | 175,0      | 27      |
| Gonzalo Fernández de Córdoba Félix Gancedo   | Flying Dutchman | 16,0   | 20,0   | 11,70  | 16,0   | 16,0   | 26,0   | 22,0   | 127,7       | 101,7      | 11      |
| Juan Manuel Alonso-Allende Juan Alonso Aznar | Star            | 26,0   | 25,0   | 19,0   | 26,0   | 28,0   | 14,0   | 16,0   | 154,0       | 126,0      | 18      |
| Ángel Riveras Manuel Baiget Eugenio Jáudenes | Dragon          | 24,0   | 25,0   | 25,0   | 24,0   | 25,0   | 25,0   | 28,0   | 176,0       | 148,0      | 21      |

## Waterpolo
Vegeu Waterpolo als Jocs Olímpics d'estiu de 1968

### Masculí
Equip
| - Luis Bestit - Jorge Borell - Vicente Brugat - Agustín Codera - Lolo Ibern - Juan Jané |  | - Fermín Más - Luis Meya - José Padrós - Juan Rubio - Santiago Zubicoa |

Entrenador:
Fase de grups − Grup A
| Equip          | J | G | E | P | GF | GC | Dif | Punts |
| -------------- | - | - | - | - | -- | -- | --- | ----- |
| Hongria        | 6 | 6 | 0 | 0 | 39 | 14 | +25 | 12    |
| Unió Soviètica | 6 | 5 | 0 | 1 | 43 | 18 | +25 | 10    |
| Estats Units   | 6 | 3 | 1 | 2 | 37 | 36 | +1  | 7     |
| Cuba           | 6 | 3 | 1 | 2 | 31 | 35 | −4  | 7     |
| RFA            | 6 | 2 | 0 | 4 | 33 | 34 | −1  | 4     |
| Espanya        | 6 | 0 | 1 | 5 | 20 | 37 | −17 | 1     |
| Brasil         | 6 | 0 | 1 | 5 | 22 | 51 | −29 | 1     |

Resultats
| Ronda                | Data  | Hora | Partit              | Partit | Partit  |
| -------------------- | ----- | ---- | ------------------- | ------ | ------- |
| Ronda preliminar − 1 | 14/10 |      | Alemanya Occidental | 5 − 3  | Espanya |
| Ronda preliminar − 2 | 16/10 |      | Estats Units        | 10 − 7 | Espanya |
| Ronda preliminar − 3 | 17/10 |      | Hongria             | 7 − 1  | Espanya |
| Ronda preliminar − 4 | 19/10 |      | Unió Soviètica      | 5 − 0  | Espanya |
| Ronda preliminar − 5 | 20/10 |      | Espanya             | 6 − 6  | Brasil  |
| Ronda preliminar − 6 | 21/10 |      | Cuba                | 4 − 3  | Espanya |
| Novè/Dotzè           | 24/10 |      | Espanya             | 5 − 0  | Japó    |
| Novè/Desè            | 25/10 |      | Espanya             | 7 − 5  | RFA     |